# Sulawesi Meridionale

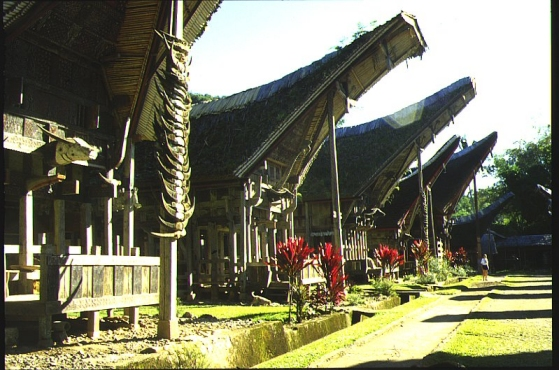
Case Toraja

La provincia del Sulawesi Meridionale (in indonesiano Sulawesi Selatan) è una delle province in cui è suddivisa l'isola indonesiana di Sulawesi.

## Geografia fisica

### Territorio
Comprende la penisola meridionale dell'isola e parte del territorio centrale, la parte più nord-occidentale della provincia fu scorporata nel 2004 per costituire la provincia di Sulawesi Occidentale. Il monte Rantemario, nella parte settentrionale del Sulawesi Meridionale, è la vetta più alta dell'isola.
Della provincia fanno parte anche le isole Selayar, separate da Sulawesi dall'omonimo stretto.

### Clima
Il clima è caratterizzato da due monsoni: il monsone di oriente, che soffia da aprile a settembre, e il monsone di occidente, più piovoso, nei rimanenti mesi.

## Geografia antropica
La provincia di Sulawesi Meridionale è suddivisa in venti reggenze (kabupaten) e tre municipalità (kota):
- Reggenza di Bantaeng
- Reggenza di Barru
- Reggenza di Bone
- Reggenza di Bulukumba
- Reggenza di Enrekang
- Reggenza di Gowa
- Reggenza di Jeneponto
- Reggenza di Luwu
- Reggenza di Luwu Orientale
- Reggenza di Luwu Settentrionale
- Reggenza di Maros
- Reggenza dell'isola Pangkajene
- Reggenza di Pinrang
- Reggenza delle isole Selayar
- Reggenza di Sinjai
- Reggenza di Sindereng
- Reggenza di Soppeng
- Reggenza di Tangalar
- Reggenza di Tana Toraja
- Reggenza di Wajo
- Makassar (municipalità)
- Palopo (municipalità)
- Pare-Pare (municipalità)

### Città principali
Le principali città sono:
- Makassar (Ujung Pandang dal 1971 al 1999)
- Rantepao

## Popolazione
La popolazione di sei milioni e mezzo di abitanti è così suddivisa:
- bugis (50%)
- makassaresi (25%)
- mandar (15%)
- toraja (9%)

La popolazione è principalmente di religione islamica ad eccezione dei Toraja che sono cristiano-animisti.